# Роде, Андрейс
Андрейс Роде (Андрей Борисович Роде; латыш. Andrejs Rode; 29 января 1873 года, Валодзес — 19 октября 1931 года, Париж) — российский и латвийский инженер.

## Биография
В 1892 году с золотой медалью окончил Рижскую Александровскую гимназию. Учился Петербургском университете. В 1900 году закончил отделение инженерных наук Рижского политехнического института. В 1901 году начал карьеру инженера. В 1920 году вернулся в Латвию. Работал в Министерстве призрения. 16 марта 1921 года работал на Латвийских государственных железных дорогах.
19 октября 1931 года скончался в Париже, возвращаясь с железнодорожной конференции в Лондоне. Похоронен на Лесном кладбище.

## Железнодорожник
Карьеру начал с 1901 года. Помощник начальника отделения Рязанско-Уральской железной дороги. В 1906—1920 годах — начальником отделения Ташкентской железной дороги. 16 марта 1921 года административный, а позднее технический директор Латвийских государственных железных дорогах. 16 марта 1924 года назначен главным директором Латвийских железных дорог. При официальном сборнике распоряжений Латвийских железных дорог «Dzelzceļu Vēstnesis» учредил неофициальную часть. Выступал с идеей создания железнодорожного музея.